# Syzeuctus petiolaris
Syzeuctus petiolaris là một loài tò vò trong họ Ichneumonidae.